# Breithorn (Simplon)
Breithorn är en bergstopp i Schweiz.   Den ligger i distriktet Brig och kantonen Valais, i den södra delen av landet, 90 km sydost om huvudstaden Bern. Toppen på Breithorn är 3 366 meter över havet.
Terrängen runt Breithorn är huvudsakligen mycket bergig. Närmaste större samhälle är Brig, 11,6 km nordväst om Breithorn. 
I omgivningarna runt Breithorn växer i huvudsak blandskog. Runt Breithorn är det mycket glesbefolkat, med 3 invånare per kvadratkilometer.